# Le dindon - Il tacchino
Le dindon - Il tacchino è un film del 2019 diretto da Jalil Lespert, adattamento dell'opera teatrale di Georges Feydeau.

## Trama
Passeggiando per Parigi, Monsieur de Pontagnac cade sotto l'incantesimo di una bella sconosciuta. Mentre la segue fino a casa, si rende conto che questa giovane donna non è altro che la moglie del suo amico Vatelin.